# Po-Chih Leong
Po-Chih Leong (31 dicembre 1939) è un regista inglese.

## Biografia
Nato da genitori hongkonghesi, ha frequentato la London Film School, prima di intraprendere una laurea in filosofia. Dopo la laurea è stato assunto dalla BBC come montatore cinematografico. Si trasferisce a Hong Kong in veste di produttore esecutivo e regista per show televisivi. Nella ex colonia inglese esordisce nel cinema con Tiu fai (titolo inglese, Jumping Ash) che riscuote un certo successo al botteghino. Da lì dirige tutta una serie di pellicole, diventando uno dei protagonisti della New wave di Hong Kong, finché nel 1987 viene invitato da Gian Luigi Rondi alla Mostra internazionale d'arte cinematografica di Venezia, con il suo lungometraggio Ping Pong. Fresco di riconoscimento di autorialità, Leong mette in scena Shanghai, un ambizioso e sfarzoso crime con John Lone e Adrian Pasdar - e musicato da Kitarō - , la cui cornice storica è il passaggio della popolosa città dalla Repubblica di Cina per finire in mani giapponesi, e poi infine sotto controllo de L'Esercito Popolare di Liberazione. In Italia Shanghai è stato presentato in anteprima al Torino Film Festival del 1991. Nel 1998 torna in Inghilterra per dirigere Jude Law in Brivido di sangue, scritto dal romanziere Paul Hoffman, con il quale vince il Bifff (Festival internazionale del cinema fantastico di Bruxelles). Successivamente si confina a dirigere produzioni internazionali horror e action, dirigendo attori come Wesley Snipes e Aidan Gillen. Nel 2017 realizza un nuovo ambizioso film, che mescola western, arti marziali e dramma storico: il titolo è The Jade Pendant e l'azione si basa sui fatti realmente accaduti in California nel 1871, conosciuti come il linciaggio della comunità cinese di Los Angeles.

## Filmografia parziale

### Cinema
- Tiu fai (1977)
- Woo fook (1978)
- Ping Pong (1986)
- Shanghai (1991)
- Brivido di sangue (1998)
- The Darkling - Il lato oscuro dell'anima (2000)
- Out of Reach (2004)
- Detonator - Gioco Mortale (2006)
- Gui ying: Baby Blues (2013)
- Tha Jade Pendant (2017)